# Gabriellas sång
"Gabriellas sång", med text av Py Bäckman och musik av Stefan Nilsson, är en balladlåt från filmen Så som i himmelen från 2004. I inspelning av Helen Sjöholm och Stefan Nilsson låg låten på Svensktoppen i 68 veckor under perioden 24 oktober 2004–5 februari 2006, där den som bäst låg på andra plats.

## Andra versioner
- Py Bäckman har själv gjort en inspelning av låten, som finns på hennes album Sånger från jorden till himmelen 2008.
- En instrumental version inspelad av det svenska dansbandet Ingmar Nordströms finns på bandets samlingsalbum Saxpartyfavoriter från 2007.[4]
- 2007 framförde Molly Sandén låten under Diggilooturnén. En inspelning av henne från 2009 är avslutningsspår på albumet Samma himmel.[5]
- 2009 framförde Hanna Hedlund med sin kör den i Körslaget. Även Elisabeth Andreassen har spelat in denna låt på albumet Spelleman 2009.[6]
- Kusinerna Peter Johansson och Matilda Hansson spelade in och framförde sången live under Sommarkonserterna i S:t Anna kyrka i Östergötland 2013. Sången finns på deras album Sommaren 2013-Live.[7]
  - Amira Willighagen, Gabriella's Song på hennes CD-album Album "With All My Heart". Framträdanden av henne finns (hämtdatum på Internet 7 mars 2019; Ett videoklipp som kan ge en introduktion till artisten är https://www.youtube.com/watch?v=QswviqJelac
- Sången är med i musikalen Så som i himmelen från 2018 och framfördes i uruppsättningen av Malena Ernman.
- Wiktoria framförde låten i TV4:s Lotta på Liseberg augusti 2020,[8] och har också framfört den under en julturné 2019.[9]
- Jakob Hellman har med en version av låten på sitt akustiska livealbum från 2021, Live från Palma.